# Tetraroge
Tetraroge és un gènere de peixos pertanyent a la família dels tetrarògids i a l'ordre dels escorpeniformes.

## Etimologia
Tetraroge prové del grec antic tetra (quatre) i roge, es (fissura, esquerda).

## Hàbitat i distribució geogràfica
Es troba a la conca Indo-Pacífica: l'Índia (incloent-hi el llac Chilka i les illes Andaman), Tailàndia, Indonèsia (com ara, Sumatra, Bali, Cèlebes, Seram, Ambon, Tanimbar i Buru), el mar de Banda, Papua Nova Guinea, Nova Caledònia, les illes Filipines, Palau, Vanuatu, el mar de la Xina Meridional, el Japó (incloent-hi les illes Ryukyu) i, possiblement també, Fiji i les illes Salomó.

## Cladograma
| Tetraroge (Günther, 1860) | \| \| Tetraroge barbata (Cuvier, 1829)[40] \| \| \| \| \| \| Tetraroge niger (Cuvier, 1829)[40][38][41] \| \| \| \| |
|                           | \| \| Tetraroge barbata (Cuvier, 1829)[40] \| \| \| \| \| \| Tetraroge niger (Cuvier, 1829)[40][38][41] \| \| \| \| |
|                           | Ablabys |
|                           | |
|                           | Centropogon |
|                           | |
|                           | Coccotropsis |
|                           | |
|                           | Cottapistus |
|                           | |
|                           | Glyptauchen |
|                           | |
|                           | Gymnapistes |
|                           | |
|                           | Liocranium |
|                           | |
|                           | Neocentropogon |
|                           | |
|                           | Neovespicula |
|                           | |
|                           | Notesthes |
|                           | |
|                           | Ocosia |
|                           | |
|                           | Paracentropogon |
|                           | |
|                           | Pseudovespicula |
|                           | |
|                           | Richardsonichthys                                                                                                   |
|                           | |
|                           | Snyderina |
|                           | |
|                           | Vespicula |
|                           | |
|                           | Tetraroge barbata (Cuvier, 1829)                                                                                    |
|                           | |
|                           | Tetraroge niger (Cuvier, 1829)                                                                                      |
|                           | |

|  | Tetraroge barbata (Cuvier, 1829) |
|  |                                  |
|  | Tetraroge niger (Cuvier, 1829)   |
|  |                                  |

## Estat de conservació
Tant Tetraroge barbata com Tetraroge niger apareixen a la Llista Vermella de la UICN.

## Observacions
Ambdues espècies tenen espinoses verinoses.